# Pravenec
Pravenec este o comună slovacă, aflată în districtul Prievidza din regiunea Trenčín, pe malul râului Nitra. Localitatea se află la altitudinea de 324 m deasupra n.m., se întinde pe o suprafață de 10,79 km2 și în 2017 număra 1.321 de locuitori.

## Istoric
Localitatea Pravenec este atestată documentar din 1267.

## Demografie
| An:                | 1994 | 2004   | 2014    | 2024   |
| ------------------ | ---- | ------ | ------- | ------ |
| Număr de persoane: | 1211 | 1178   | 1327    | 1283   |
| Diferență:         |      | −2,72% | +12,64% | −3,31% |

| An:                | 2023 | 2024   |
| ------------------ | ---- | ------ |
| Număr de persoane: | 1295 | 1283   |
| Diferență:         |      | −0,92% |